# Khaliapali
Khaliapali es una ciudad censal situada en el distrito de Bargarh en el estado de Odisha (India). Su población es de 6865 habitantes (2011). Se encuentra a 4 km de Bargarh, y a 291 km de Bhubaneswar.

## Demografía
Según el censo de 2011 la población de Khaliapali era de 6865 habitantes, de los cuales 3487 eran hombres y 3378 eran mujeres. Khaliapali tiene una tasa media de alfabetización del 82,78%, superior a la media estatal del 72,87%: la alfabetización masculina es del 89,40%, y la alfabetización femenina del 75,90%.